# Somatochlora linearis
Somatochlora linearis är en trollsländeart som först beskrevs av Hagen 1861.  Somatochlora linearis ingår i släktet glanstrollsländor, och familjen skimmertrollsländor. Inga underarter finns listade i Catalogue of Life.

## Bildgalleri

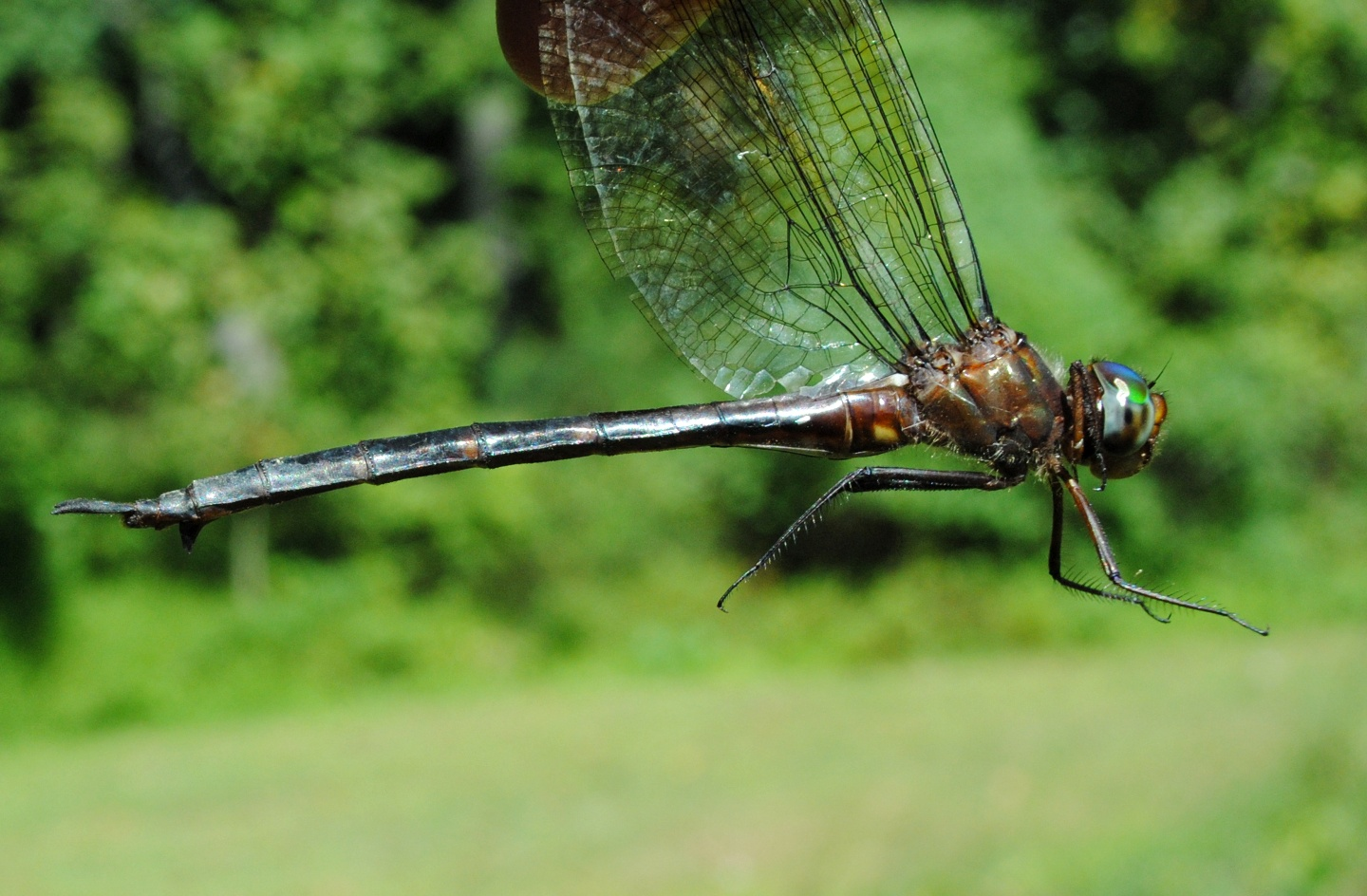